# Краснобаєв Ніл Іванович
Ніл Іванович Краснобаєв (24 вересня 1910, станція Євлашево Сизрано-В'яземської залізниці Кузнецького повіту Саратовської губернії, тепер Пензенської області, Російська Федерація — 2004, місто Москва, Російська Федерація) — радянський залізничник, начальник Західного округу залізниць, начальник Білоруської та Прибалтійської (Балтійської) залізниць. Член ЦК КП Латвії. Депутат Верховної ради Латвійської РСР 9-го скликання. Депутат Верховної Ради СРСР 4—8-го скликань. Кандидат технічних наук, винахідник.

## Біографія
Народився в родині залізничника, батько походив із дворянської родини. Навчався в залізничній школі, потім у п'ятнадцятирічному віці вступив до Пензенського технікуму шляхів сполучення. Після закінчення технікуму у 1929 році направлений працювати слюсарем з ремонту паровозів, монтером та помічником машиніста паровоза до паровозного депо станції Баку Закавказької залізниці, де за два роки став майстром, а згодом інженером і начальником бюро раціоналізації депо.
У 1932—1937 роках — слухач Військово-транспортної академії РСЧА.
Член ВКП(б) з 1937 року.
У 1937—1940 роках — заступник начальника Білоруської залізниці.
З жовтня 1940 до 1942 року — начальник Білоруської залізниці.
Під час німецько-радянської війни до лютого 1942 року був уповноваженим Народного комісаріату шляхів сполучення СРСР на Брянському фронті. Потім майже рік працював у Москві, очолюючи паливно-енергетичне управління паровозного господарства Народного комісаріату шляхів сполучення СРСР.
З листопада 1943 до 1946 року — начальник фронтової Білоруської залізниці. Створив Управління будівельно-відновлювальних робіт залізниці, що займалося на території, звільненій від ворога, відновленням залізниці, депо, вокзалів, колійного господарства, електропостачання, сигналізації та зв'язку.
У 1946—1951 роках — начальник Західного округу залізниць, до складу якого входили Білоруська, Брест-Литовська, Білостоцька, Західна, Латвійська та Литовська залізниці.
У 1951—1953 роках — заступник міністра шляхів сполучення СРСР.
У 1953—1956 роках — начальник Балтійської залізниці. У 1956—1963 роках — начальник Латвійської залізниці. У 1963—1977 роках — начальник Прибалтійської залізниці.
З 1977 року — на науковій роботі. У 1978—1987 роках очолював новостворену науково-дослідну лабораторію технічної діагностики електропоїздів в Ризькій філії Ленінградського інституту інженерів залізничного транспорту. 
У 1987 році переїхав до Москви, кілька років активно працював у Центральній раді ветеранів війни та праці залізничного транспорту Росії. Помер у вересні 2004року в Москві.

## Звання
- генерал-директор тяги

## Нагороди
- три ордени Леніна
- два ордени Вітчизняної війни І ст.
- орден Трудового Червоного Прапора
- орден Червоної Зірки
- медалі
- Державна премія Латвійської РСР (1972)
- Заслужений діяч науки і техніки Латвійської РСР
- два значки «Почесний залізничник СРСР»
- «Почесний залізничник Польщі»